# Leave Scars
Leave Scars è il terzo album in studio del gruppo musicale statunitense thrash metal Dark Angel, pubblicato nel 1989 dalla Combat Records.

## Tracce
1. The Death of Innocence – 3:49
2. Never to Rise Again – 3:55
3. No One Answers – 7:50
4. Cauterization (strumentale) – 7:20
5. Immigrant Song (Led Zeppelin Cover) – 1:47
6. Older Than Time Itself – 7:00
7. Worms (strumentale) – 2:17
8. The Promise of Agony – 8:26
9. Leave Scars – 7:40
10. The Death of Innocence (live) – (brano incluso nella versione rimasterizzata) – 6:15
11. No One Answers (live) – (brano incluso nella versione rimasterizzata) – 7:24
12. Leave Scars (live) – (brano incluso nella versione rimasterizzata) – 9:29
13. Never to Rise Again (live) - (brano incluso nella versione rimasterizzata)

## Formazione
- Ron Rinehart - voce
- Jim Durkin – chitarra
- Eric Meyer – chitarra
- Mike Gonzalez – basso
- Gene Hoglan - batteria